# 非洲狹吻鱷
非洲狹吻鱷（學名Mecistops cataphractus）是一種中型鱷魚，身長約為有3至4米，主要棲身於西非至中非的濕地，因為嘴形偏狹而得名。牠們主要以進食魚類、兩棲類及甲殼類為生。
最近的基因研究表明，非洲狹吻鱷与其它鳄属动物亲缘关系较远，将独立成一属（仍在鳄科之下）。